# Nymphaea lotus var. thermalis
Die Nymphaea lotus var. thermalis oder Thermenseerose ist eine Varietät der Art des Tigerlotus (Nymphaea lotus).

## Beschreibung

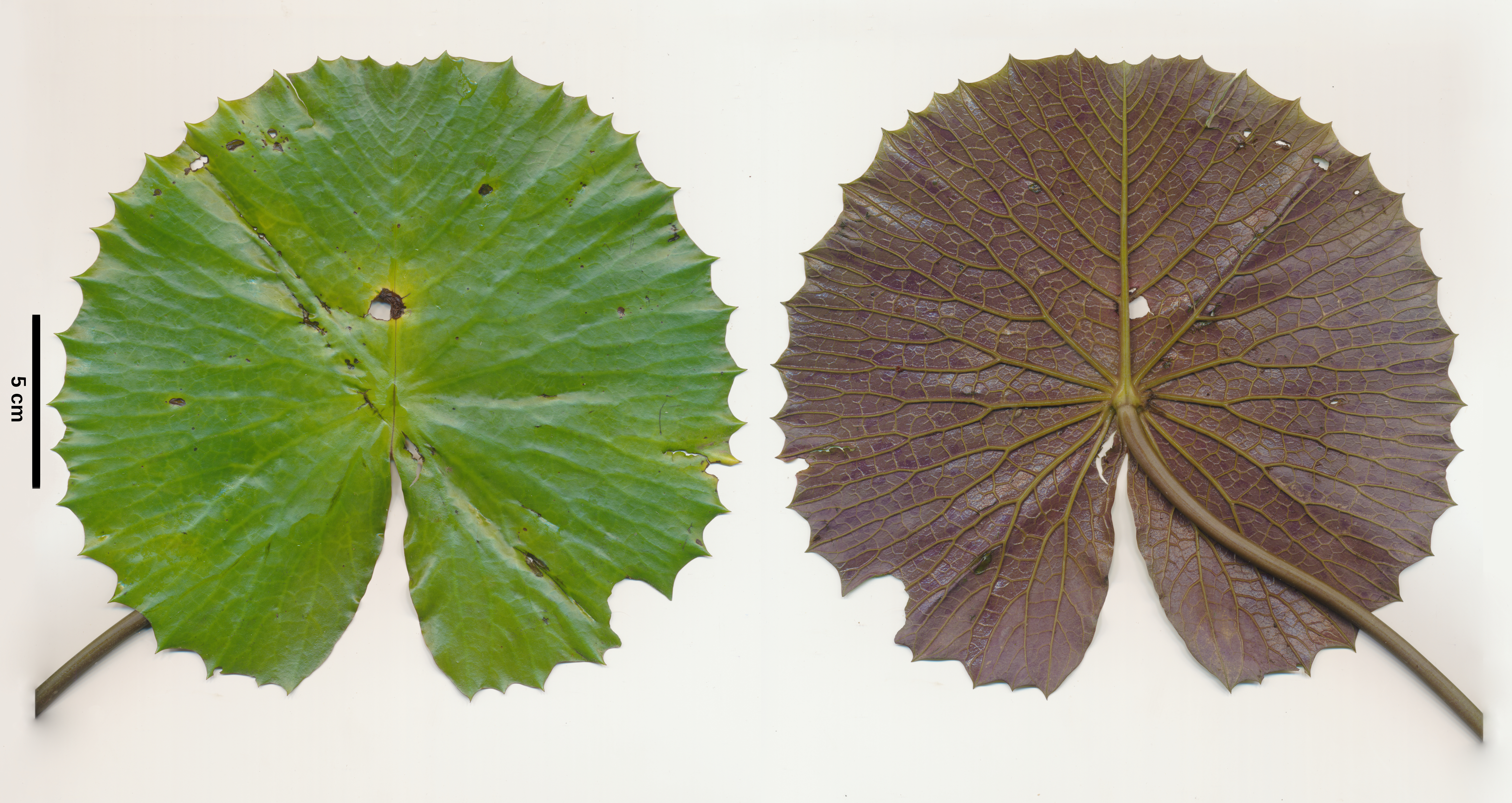
Nymphaea lotus var. thermalis (DC.) Tuzson Schwimmblatt mit Maßstabsleiste (5 cm) auf weißem Hintergrund

Die Thermenseerose ist eine ausdauernde, krautige Wasserpflanze, mit ausdauernden, horizontal im Gewässergrund wachsenden Kriechsprossen (Rhizomen), von denen als Stolonen ausgebildete Seitensprosse ausgehen, an deren Ende neue Pflanzen entstehen. Die Schwimmblätter erreichen einen Durchmesser von 20 bis 50 Zentimetern. Sie sind am Rand auffallend spitz gezähnt und hier meist etwas wellig. Die großen weißen, auf der Wasseroberfläche schwimmenden Blüten öffnen sich nur nachts, bis in die frühen Morgenstunden. Sie erreichen 15 bis 25 Zentimeter Durchmesser. Die vier Kelchblätter sind grün mit weißer Aderung, die 12 bis 25 Kronblätter sind oberseits weiß, auf der Unterseite purpurn überlaufen. Die Varietät soll sich von der typischen Varietät (var. lotus) an den auf der Unterseite glatten und unbehaarten Blättern unterscheiden.
Die Thermalseerose lässt sich leicht von der in ganz Europa beheimateten Weißen Seerose (Nymphaea alba) unterscheiden: Diese hat nicht gezahnte Blätter und ihre Blüten schließen sich nachts, während sie sich tagsüber öffnen. Die Art wird öfters, so auch in touristischen Prospekten, mit als Zierpflanze kultivierten und in das Gebiet eingeschleppten tropischen Seerosen, vor allem rotblühenden Nymphaea pubescens, verwechselt.

## Vorkommen
Die Varietät wird nur von einer einzigen Stelle angegeben: dem Quelltümpel am Bach Pețea, einem Nebengewässer des Flusses Crișul Repede in der Ortschaft Sânmartin bei Oradea in Rumänien. Der langgestreckte Tümpel erreicht nur wenige hundert Quadratmeter Fläche bei einer maximalen Tiefe von 3,5 Meter. Er sammelt das Wasser mehrerer Thermalquellen der Umgebung. Seine Wassertemperatur erreicht etwa 30 bis 31 °C und ist im Jahresverlauf fast konstant. Dieses Vorkommen ist das einzige möglicherweise autochthone Vorkommen von Nymphaea lotus in Europa. Neben der Pflanzenart sind der Fisch Scardinius racovitzai und die Wasserschnecke Melanopsis parreyssi auf den kleinen Quelltümpel beschränkte Endemiten.
Umstritten ist der Status eines Vorkommens im Thermalsee von Hévíz nahe dem Balaton in Ungarn, von wo die Varietät, als vermutlich vom Menschen eingeschleppt, angegeben worden war. Die von hier angegebenen Pflanzen könnten aber eher zu Nymphaea pubescens gehören.

## Bedrohung und Schutz
Die Thermalquellen von Sânmartin werden von einer Reihe lokaler Hotels mit Spa-Resorts genutzt, das benötigte Wasser wird durch Bohrungen im Umfeld der Quellen gewonnen, die dadurch mehr und mehr Wasser verlieren, außerdem verändert sich durch den ausbleibenden Zustrom des Thermalwassers die Wassertemperatur des verbleibenden Restgewässers. Die endemischen Arten des Gebiets gelten daher seit 2011 als extrem bedroht, möglicherweise im Freiland bereits als ausgestorben. Der Quelltümpel liegt direkt benachbart zu verschiedenen touristischen Zentren, in parkartig gestalteter Umgebung und wird daher intensiv zu Erholungszwecken genutzt, zudem wurden und werden Pflanzen und Tiere entnommen und zahlreiche exotische Arten ausgesetzt oder angesiedelt. Obwohl der Tourismus der wichtigste lokale Wirtschaftszweig ist und die Thermenseerose als identitätsstiftendes Merkmal vermarktet wird, ist die Identifikation der lokalen Bevölkerung damit, und mit Naturbelangen generell, nicht sehr hoch.
Die Quellen bilden, als einzige Lokalität, den EUNIS Lebensraumtyp Transylvanian hot-spring lotus beds (Code Nr. C1.24113), dieser ist europaweit geschützt nach der Berner Konvention und nach Anhang I der FFH-Richtlinie der Europäischen Union. Zu ihrem Schutz wurde das Natura 2000-Schutzgebiet Pârâul Pețea mit einer Flächengröße von vier Hektar eingerichtet (Code Nr. ROSCI0098). Trotz des Schutzstatus gilt das Vorkommen weiterhin als gefährdet. Die Wasserentnahme zu Badezwecken wurde inzwischen, zum Schutz der Quellen mit ihrer Flora und Fauna, reglementiert, aber vermutlich nicht ausreichend.

## Forschungsgeschichte und Taxonomie
Das Vorkommen der Thermenseerose wurde 1799 durch den ungarischen Botaniker Pál Kitaibel entdeckt („Rivulum Pecze non procul Magno Varadino“), nachdem die Nutzung der seit 1221 (als Termae Varadienses) bekannten Thermalquellen zu Badezwecken seit etwa 1721 begonnen hatte und 1760 die ersten permanenten Bäder errichtet worden waren. Nachdem die Form durch Augustin-Pyrame de Candolle zunächst als neue Art beschrieben worden war, wurde sie 1907 durch Janos Tuzson zur Varietät von Nymphaea lotus zurückgestuft. Tuzson vermutete, dass die Art möglicherweise an dieser Stelle die Klimaverschlechterung des Eiszeitalters überlebt haben könnte (ihr tertiäres Vorkommen in Europa ist durch fossile Pflanzenreste belegt). 1932 wurde, auf Initiative des Botanikers und Politikers Alexandru Borza, zu ihrem Schutz ein Naturdenkmal, das erste in Rumänien, ausgewiesen. Dennoch ging die Population seitdem mehr oder weniger stetig zurück.
Der Status des Vorkommens ist seit langer Zeit umstritten. Nach genetischen Daten ist seine Variabilität gering, eine Differenzierung zu Vorkommen der Art aus dem afrikanischen Hauptverbreitungsgebiet danach nicht möglich. Es gibt demnach keinerlei Beweise, dass Nymphaea lotus var. thermalis ein Tertiäres Relikt darstellt. Auch aus geologischen Gründen wird ein autochthones Vorkommen seit dem Eiszeitalter manchmal  bezweifelt, etwa, weil der Standort vom Pannonischen See geflutet gewesen sein müsste. Alternativ wird über eine frühe Einschleppung bereits im 18. Jahrhundert, etwa durch die Türken, spekuliert. Der Status der rumänischen Population als botanische Varietät wäre in diesem Fall nicht gerechtfertigt.